# Ranica (Zeitung)
Ranica – Der Morgen. Weißruthenische Zeitung in Deutschland (belarussisch Раніца ‚Der Morgen‘) war eine belarussischsprachige Wochenzeitung, welche ab 1940 in Berlin herausgegeben wurde. Sie richtete sich an in Deutschland lebende Belarussen und versuchte diese für die Waffen-SS zu rekrutieren.
Die Zeitung erschien in einem Eigenverlag (Verlag Ranica – Der Morgen) in Berlin. Ab 1942 erschien Ranica wöchentlich. Hauptschriftleiter der Redaktion war Mikalaj Schkjaljonak. Herausgeber war ab August 1944 Stanislau Stankewitsch.